# Міф (фільм, 2018)
«Міф» — український документальний фільм 2018 року, який зняли режисери Леонід Кантер та Іван Ясній, розповідає про життя українця Василя Сліпака, Героя України, кавалера орденів «За мужність» І ст. та «Золота Зірка», всесвітньо відомого оперного співака, соліста Паризької національної опери, який покинув велику сцену, аби стати воїном і віддав життя, захищаючи Україну під час Російсько-української війни на Сході України.
У широкий український прокат стрічка вийшла 8 лютого 2018 року. Прем'єрний показ відбувся у київському кінотеатрі «Україна».

## Виробництво

### Зйомки
Українські режисери Леонід Кантер та Іван Ясній розпочали роботу над фільмом 11 липня 2016 року, коли Леонід Кантер на своїй сторінці у соціальній мережі Facebook попросив допомоги у збиранні архівного відео з Василем Сліпаком.
Завдяки Орестові Сліпаку, братові співака, автори отримали доступ до архівів, зустрілися з його однокласниками, друзями дитинства, учителями, викладачами Львівської національної музичної академії імені Миколи Лисенка, артистами, композиторами і диригентами у Франції та Україні, друзями, братами, батьками.
Режисери за понад пів року зібрали все архівне відео, яке можливо було зібрати. П'ять українських телеканалів поділилися своїми архівними записами про Василя Сліпака. Автори відзняли матеріал на Сході України, у Львові, Києві, Парижі. Їздили на позиції, де перебував батальйон Міфа, спілкувалися з його бойовими побратимами на фронті.
Завдяки листам підтримки від Французького інституту (Київ), Міністерства культури України та Державного агентства з питань кіно вдалося реалізувати найскладніший етап організації зйомок у Парижі (Франція).
Фільм створено завдяки Міжнародній благодійній організації «Фонд Василя Сліпака», Держкіно України. Інформаційні партнери: 24 Канал, Громадське телебачення, Еспресо TV, Суспільне мовлення, часопис «Український тиждень».
17 січня 2018 р. Компанія «ФОР-ПОСТ» представила Держкіно готову документальну стрічку «МІФ».

### Кошторис
У квітні 2017 року автори подали свій проєкт на розгляд громадській організації «Гараж Генг», розробникові та регуляторові Програми «Спільнокошт», для подальшого розгляду, реєстрації і публікації проєкту на сайті організації. Інформацію опублікували. Розпочався збір коштів від доброчинців з усього світу. В Українському кризовому медіа-центрі 26 травня 2017 року відбувся брифінг на тему: «Автори фільму про загиблого Василя Сліпака „Міф“ закликають долучитися до його створення». Учасники: Леонід Кантер, автор сценарію, продюсер, режисер фільму, Іван Ясній, оператор, режисер фільму, Діана Карпенко, координатор спільнокошт кампанії фільму. Завдяки доброчинцям на платформі Спільнокошт зібрали 370,2 тис. грн.
З метою отримання додаткового фінансування для фільму підготували подання й потрапили до переліку проєктів-переможців першого етапу Десятого конкурсного відбору кінопроєктів, які претендують на державне фінансування. Проєкт розглянули у другий день пітчингу. А вже 30 червня 2017 року під час пресбрифінгу в кінотеатрі «Жовтень» Державне агентство України з питань кіно оголосило результати Десятого конкурсного відбору кінопроєктів, що претендують на фінансову підтримку держави. У номінації «Неігрові тематичні (Про героїзм воїнів, які брали участь у захисті України)» переможцем став «Міф» — 43,5 б.
Після перемоги у пітчингу автори проєкту змушені були змінити компанію РіК продакшн спільно з NGO «Tribu verde», яка із технічних причин не змогла забезпечити бухгалтерський і юридичний супровід, а тому знайшли інших партнерів — компанію «ФОР-ПОСТ», з якою Державне агентство України з питань кіно 26 грудня 2017 року уклало контракт про надання державної фінансової підтримки повнометражному документальному фільму «МІФ». Сума державної фінансової підтримки цього фільму становить 620 тис. грн., при загальній вартості виробництва 1 млн 577 тис. 282 грн.

## Сюжет
Сюжетна лінія фільму побудована у вигляді етапів життя Василя Сліпака. Про кожний з них згадують його друзі, побратими, викладачі, рідні, кохана жінка. Про сторінки дитинства головного героя зворушливо розповідає Орест, його рідний брат, згадуючи про становлення голосу та наголошуючи на тому, що Василь почав співати навіть раніш, ніж говорити. Про магнетизм його голосу, який поєднував одразу і контртенор, і баритон, що він міг геніально виконувати різні музичні партії, діляться його викладачі, а також колеги по сцені, як в Україні, так і у Франції.
Розповідається у стрічці і про життя і творчість Василя Сліпака в Парижі, що супроводжується уривками з його оперних партій. При цьому кожен глядач може поринути в чарівність голосу та харизму головного героя, про що проникливо діляться друзі та кохана жінка співака. У стрічці також наголошується, що Василь Сліпак був патріотом України, який через усе своє життя проніс любов до неї та терпіти не міг несправедливість і боровся проти неї.
Революція Гідності, яка відбулась в Україні, змінила життя співака, розділивши на дві частини: до і після. Перша частина — це життя Василя Сліпака у дитячі роки у Львові, подальший переїзд до Франції та успішна кар'єра оперного співака протягом 19 років. У Парижі він мав усе, що звикли називати «щастям»: ім'я, успішну кар'єру на світових оперних сценах, вірних друзів і кохану дівчину. Друга частина — це життя після початку Революції Гідності. Він брав активну участь у Євромайдані, очоливши демонстрації у Франції, а згодом долучився й до волонтерського руху, допомагаючи Україні. Врешті вирішив покинути оперну кар'єру в Парижі, розірвав стосунки з дівчиною-росіянкою, з якою зустрічався у Франції й пішов добровольцем на фронт в АТО, де взяв собі позивний «МІФ» за персонажем опери «Фауст» Шарля Гуно, у якій раніше грав на паризькій сцені.
|  | Не переказати історію Василя Сліпака, який прожив коротке, але неймовірно яскраве життя, було б злочином. (Л.Кантер) |

Стрічка поєднує одразу два жанри: документальне кіно та кіноконцерт, автори використали безліч архівних відео, які показують героя в повсякденні та на сцені. Сюжетно стрічка будується на двох основних лініях: біографії Василя Сліпака та історії хлопчика на ім'я Джельсоміно, героя книжки «Джельсоміно в країні брехунів» Джанні Родарі, що її читає учням вчителька французької школи. Анімацію до фільму створив український карикатурист Юрій Журавель.

## Реліз

### Показ робочої версії
До роковин загибелі Василя Сліпака з 29 червня по 1 липня 2017 року у Львові провели «W LIVE. Тихі дні любові і музика миру» — перший в Україні відкритий Міжнародний музичний марафон пам'яті оперного співака. У рамках Марафону 29 червня 2017 року у кінотетрі «Коперник» відбувся передпрем'єрний показ робочої версії фільму. Перед початком у холі кінотеатру був брифінг за участі режисерів Леоніда Кантера, Івана Яснія та всієї знімальної групи, а також родичів Василя Сліпака.

### Покази на фестивалях
2 вересня 2017 року в рамках національного фестивалю «Кропивницький» допрем'єрний показ відбувся у Кіровоградському академічному обласному театрі ім. М. Кропивницького.
4 травня 2018 року показ у Театрі кіно «Люм'єр» (Івано-Франківськ) під час III Міжнародного мультидисциплінарного фестивалю країн Карпатського регіону «Карпатський простір».
У рамках військово-історичного фестивалю «Чортківська офензива» 16 червня 2018 року у замку Гольських фільм презентував режисер Іван Ясній.
Фільм демонстрували на відкритті другого міжнародного кінофестивалю короткого метру «Бруківка» 22 червня 2018 року в Кам'янці-Подільському, 29 червня — БатуринФест «Шабля», 14, 16 жовтня — DocsMX в Мехіко, 14 листопада — Doc'n'Roll у Лондоні. Фільм відібрали до конкурсних і позаконкурсних програм на фестивалях у Сербії, Португалії, Індії, Польщі.

### Промотури
Промотури відбувались із метою збору доброчинних внесків, які використали на промоцію фільму в Україні та світі.

#### Україна
До початку широкого українського прокату відбувся допрем'єрний тур фільму в таких містах України: 26.01.2018 — Чернігів, 27.01 — Суми, 28.01 — Дніпро, 29.01 — Запоріжжя, 30.01 — Маріуполь / Миколаїв, 31.01. — Херсон, 01.02. — Одеса, 02.02. — Івано-Франківськ / Рівне, 03.02. — Львів, 05.02. — Житомир.

#### Північна Америка
У листопаді 2017 року розпочали допрем'єрні покази містами США. Знімальна група зустрілася із глядачами у понад 20 містах, а саме: 9.11. — Сан-Дієго, 10.11. — Лос-Анджелес, 11.11. — Сан-Франциско, 12.11. — Сакраменто, 18.11. — Сіетл, 22.11. — Сент-Луїс, 25.11. — Міннеаполіс, 26.11. — у Чикаго відбулося два покази. У цьому місті до знімальної групи приєднався Орест Сліпак, брат Василя Сліпака. 28.11. — Детройт, 29.11. — Колумбус (Огайо), 2.12. — Лонг-Айленд, 3.12. — Нью-Джерсі, 6.12. — Бостон, 9.12. — Нью-Йорк, 10.12. — відбулося два покази у Філадельфія, та Бриджпорт (Коннектикут), 11.12. — Вашингтон на показі присутнім був Надзвичайний і Повноважний Посол України у США Валерій Чалий. 12.12. — Ралі (Північна Кароліна), 13.12. — Гантсвілл (Алабама), 14.12. — Бірмінгем, 16.12. — Норт-Порт, Два покази відбулося 17.12. — Орландо і в Маямі, 21.12. — Клівленд, 23.12. — Чикаго У 2018 році продовжився промотур містами США. Знімальна група відвідала такі міста: 05.01. — Х'юстон, 06.01. — Сан-Антоніо, 07.01. — Остін (Техас), 13 — 14.01. — Даллас, 20.01. — Лос-Анджелес, 21.01. — Денвер.
У лютому 2018 розпочався промотур фільму містами Канади. Режисери фільму Леонід Кантер, Іван Ясній та брат Героя Орест Сліпак вирушили в тур з метою показу фільму в Канаді; організація показу стрічки в Канаді відбулася за сприяння канадської благодійної організації «Допомога Україні», яка працює над наданням гуманітарної та соціальної допомоги Україні та сприяє розвитку української культури в Канаді. Покази відбулися у таких містах: 28.02. — Торонто, 01.03. — Сент-Кетерінс, 02.03. — Гамільтон (Онтаріо), 04.03. — Лондон (Онтаріо), 05.03. — Брантфорд, 08.03. — Ошава, 09.03. — Оквілл, 11.03. — Торонто, 13.03. — Вінніпег, 14.03. — Дофін (Манітоба), 15.03. — Брендон, 16.03. — Йорктон (Саскачеван), 17.03. — Реджайна, 18.03. — Саскатун, 19.03. — Едмонтон, 22.03. — Калгарі, 27.03. — Монреаль.
Два покази відбулося 29.03. в Оттаві: перший — за сприяння Конгресу Українців Канади у Посольстві України — для представників дипломатичного корпусу, депутатів канадського парламенту та членів української громади, на якому присутнім був Надзвичайний і Повноважний Посол України в Канаді Андрій Шевченко, другий — в Українському Православному Соборі Успіння Пресвятої Богородиці, 01.04. — Торонто.

#### Європа
У лютому 2018 року автори фільму розпочали тур містами Італії — 10 лютого показ відбувся у Мілані та Брешії, 11 лютого — у Римі.
За підтримки Українського кіноклубу в Берліні та посольства України в Німеччині фільм показали у Берліні 25 квітня 2018 року. 26.04. — у Дрездені, 27.04. — у Лейпцигу, 28.04. відбувся показ у Штутгарті, 29.04. — у Мюнхені показ відбувся за участі співробітників Генконсульства.
За сприяння недержавної організації «Українська європейська перспектива» та українського посольства фільм показали у Празі, кінотеатр «Bio OKO», 2 травня 2018 року.
У Польщі показ відбувся 3 травня 2018 року у Вроцлаві, 4 травня у Кракові. У Варшаві перегляд 5 травня організували Посольство України у Польщі та ГО «Євромайдан-Варшава». У Перемишлі фільм переглянули 6 травня.
За підтримки Посольства України у Французькій Республіці, Культурно-інформаційного центру при посольстві України у Франції, асоціації «Перетинаючи Європу/A travers l'Europe» 7 червня 2018 року у кінотеатрі «Club de l'Etoile cinéma» м. Парижа відбувся показ, на якому, окрім авторів, присутніми були Орест Сліпак, друзі й колеги Василя Сліпака. 8 червня фільм демонстрували у Культурно-інформаційному центрі при посольстві України у Франції. У Ліоні показ 9 червня організувала громадська організація «Ліон-Україна» (офіційна назва Association Lyon-Ukraine) за участі Тьєррі де Марчлі (тенор), друга співака. У Ліллі фільм демонстрували 10 червня.
У Лозанні (Швейцарія) 11 червня 2018 року перегляд відбувся за фінансової підтримки ACRU: Association Culturelle Romandie-Ukraine та міжнародної швейцарської асоціації Free Ukraine.
Генеральне консульство України у Кракові за медійної підтримки українського інформаційного порталу «UAinKrakow» організувало показ 15 червня 2018 року.

### Широкий прокат
Стрічка вийшла в український широкий прокат 8 лютого 2018 року. Прем'єрний показ відбувся у київському кінотеатрі «Україна».
З 28 червня по 1 липня 2018 р. пройшов повторний прокат фільму «Міф» до річниці загибелі героя стрічки Василя Сліпака.
20 грудня 2018 відбулася українська прем'єра фільму на телебаченні на телеканалі ICTV.

## Участь у національному відборі на премію «Оскар»
2018 року фільм брав участь у національному відборі, організованому Державним агентством України з питань кіно, на висування на найпрестижнішу нагороду в кінематографі США — «Оскар» Американської академії кінематографічних мистецтв і наук у категорії «Найкращий фільм іноземною мовою».

## Відгуки критиків
Стрічка отримала практично універсальне критичне визнання від українських кінокритиків.

## Нагороди
- 2018 рік — переможець у номінації «Документальний фільм» на III Канівському міжнародному кінофестивалі імені Юрія Іллєнка.[133] Автори отримали сертифікат та премію на суму 5 тис.грн. від ТОВ «FORMAT FILM» Олега Коляди.[134]
- 2018 рік — перша премія серед документальних стрічок на фестивалі Figueira Film Art Festivaly в м. м. Фігейра-да-Фош (Португалія).[135]
- 2018 рік — гран-прі III Рівненського міжнародного кінофестивалю «Місто Мрії».[136]
- 2018 рік — переможець третього кінофестивалю «Ukraїna!» у Варшаві.[137]
- 2018 рік — кращий документальний фільм на другому світовому кінофестивалі Lifft India Filmotsav у м.Пуне (Індія)[138]
- 2019 рік — премія Української кіноакадемії «Золота дзиґа» — Найкращий документальний фільм.[139]